# 羅希湖
53°40′1″N 21°53′36″E / 53.66694°N 21.89333°E

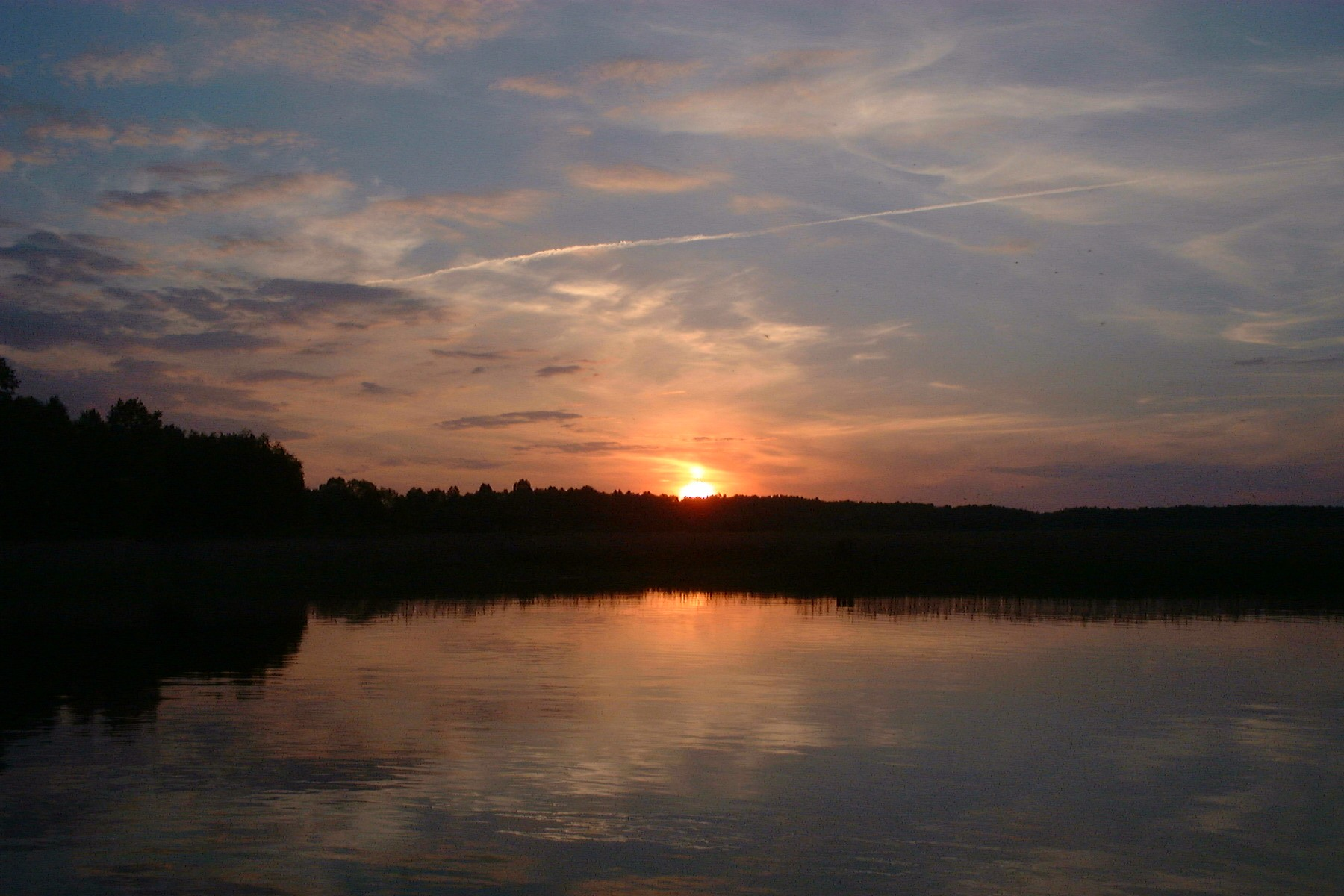

羅希湖是波蘭的湖泊，位於該國東北部，處於瓦爾米亞-馬祖里省，長11.4公里、寬0.7公里，面積18.9平方公里，海拔高度115米，平均水深8米，最大水深31.8米。